# Nudaurelia benguelensis
Nudaurelia benguelensis is een vlinder uit de familie nachtpauwogen (Saturniidae), onderfamilie Saturniinae.
De wetenschappelijke naam van de soort is voor het eerst geldig gepubliceerd door Oberthür in 1921.